# أحمد باشا الجزار
فلسطين
أحمد باشا الجزار (1734م - 1804م) أو أحمد البوشناقي (أصوله من البوسنة والهرسك الآن) الذي حكم إيالة صيدا في الشام أكثر من 30 عاماً ولولا وفاته لتولى حكم مصر قبل محمد علي باشا الذي حكم مصر بين عامي 1805م و 1848م.

## حياته

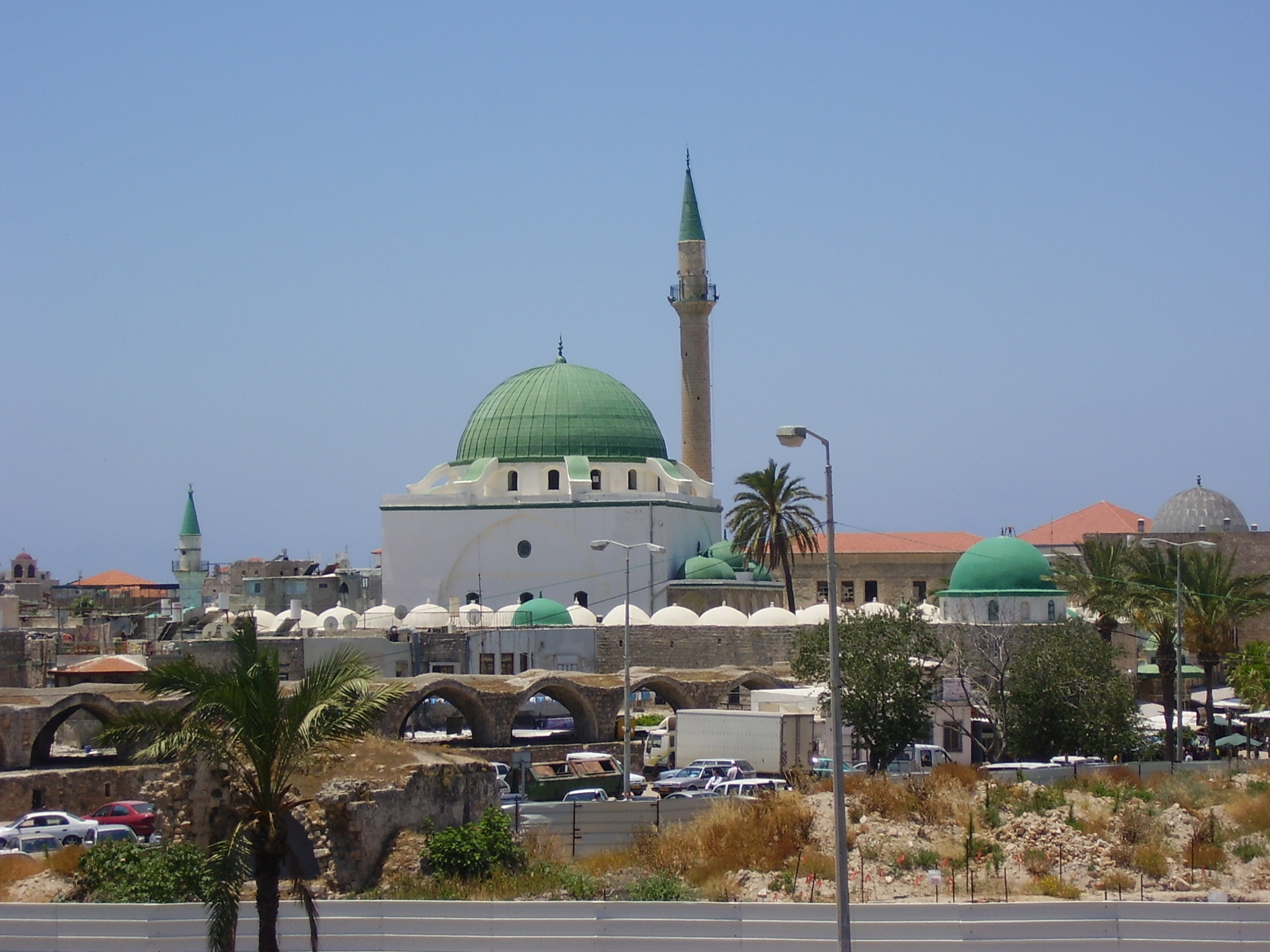
مسجد أحمد باشا الجزار في عكا، دُفن الجزار في قبر مجاور له.

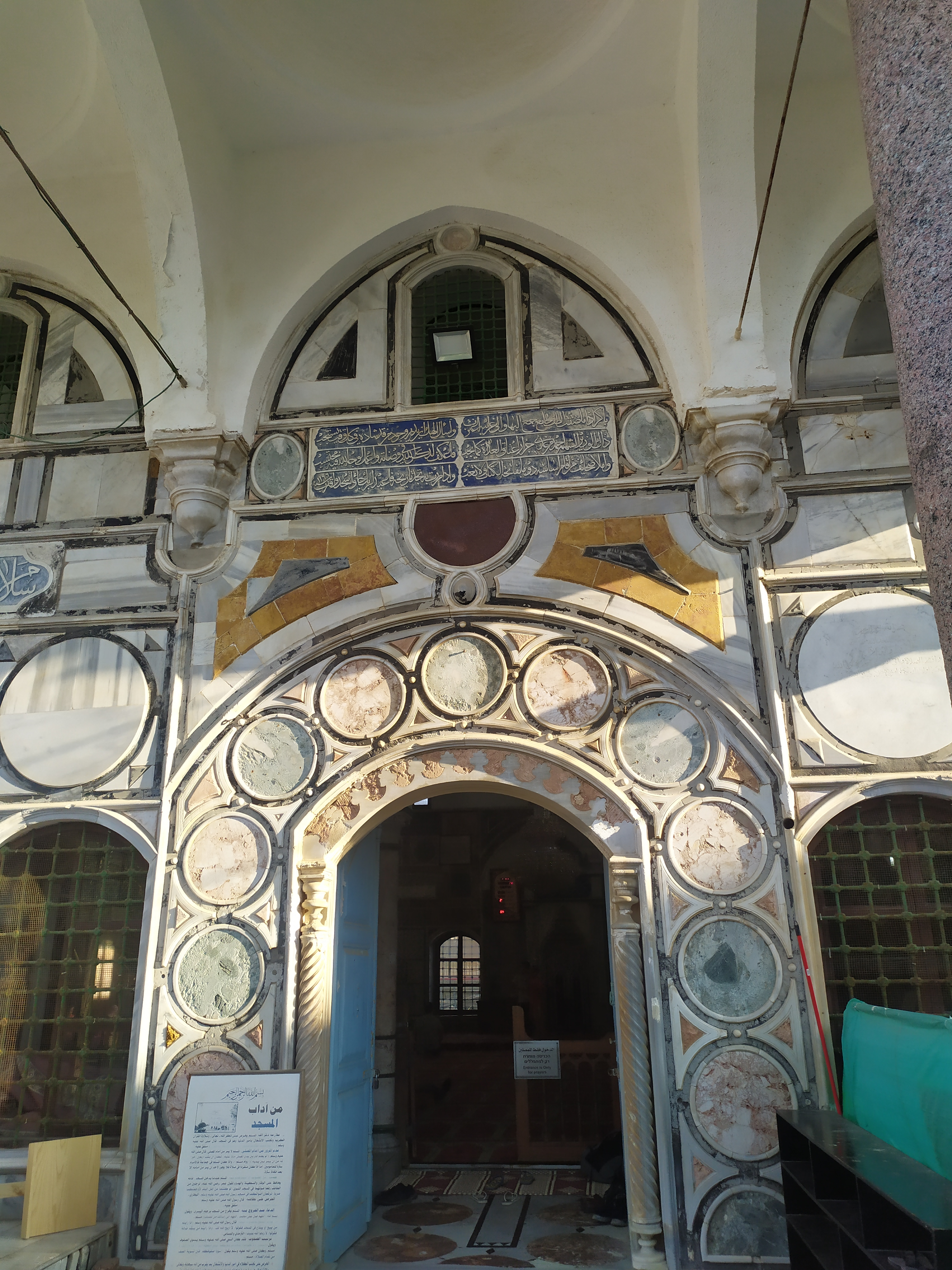
باب مسجد الجزار في عكا

ولد البوشناقي (الجزار) في البوسنة لأسرة مسيحية عام 1735م وهرب إلى القسطنطينية في مطلع شبابه وأرجع ثلاثة مؤرخين هروبه إلى أسباب عائلية أو بسبب جريمة قتل. وباعه تاجر رقيق للباب العالي حيث اعتنق الإسلام بإرادته، ثم جاء إلى القاهرة مع قافلة عائدة من الحج وانضم لخدمة أحد المسئولين في البحيرة بشمالي مصر وتزوج من امرأة مصرية من أُصول حبشية. بعد أن قتل البدو هذا المسئول انتقم البوشناقي بغارات متوالية على البدو حيث أعد كميناً ذبح فيه أكثر من 70 بدوياً بينهم عدة شيوخ وقادة أقوياء للبدو حين ذاك فاكتسب لقب «الجزار» نظراً لقوته وعدم تركه لأحياء أو ناجيين خلفه، عدا الأطفال والإناث وكِبار السِن. جاء هذا عليه بالسوء حيث كما جاء في بعض المراجع التاريخية أن البدو انتقموا منه بعد ذلك بقتل زوجته وابنته ولكنهم لم يتمكنوا من قتل ابنه «داوود» حيث إنهُ تمكن من الهَرب وكما جاء على لِسان بُناة مسجد أحمد باشا الجزار بمدينة عكا أن «داوود» تعارك مع أبيه أثناء بناء المسجد وعاد إلى القاهرة وأقام مع عائلة أُمه وتزوج هناك.
عمل أحمد باشا الجزار عند علي بك الكبير الذي حكم مصر بين عامي 1768م و1773م بادئاً خدماته لسيده بأن قدم له رؤوس أربعة يكرههم من شيوخ البدو فاستخدمه للتخلص من معارضيه ومنافسيه ومنحه لقب بك. على أثر انقلاب محمد بك أبو الذهب العسكري على حاكمها السابق علي بك الكبير، هرب أحمد باشا الجزّار حين وجد أنه من الصعب مقاومة انقلاب أبو الذهب حين ذاك بسبب تواجد الكثير من الخونة داخل النظام فذهب إلى جبل لبنان متغاضياً كرهه للدروز حيث كان يسيطر الأمير يوسف الشهابي زعيم الدروز حاكم ساحل لبنان ومدن حمص وحلب. فكلّفه حفظ بيروت. بنى الجزار سورا قويا حول المدينة من الحجارة الأثرية التي خلفها زلزال 511م. ثم انقلب على صديقه الأمير يوسف الشهابي. وبمساعدة ظاهر العمر حاكم منطقة الجليل بفلسطين والأسطول الروسي، استطاع الأمير الشهابي من استعادة بيروت فما كان من الجزار إلا أن جمع أموالاً وهرب بها عام 1773م وعاد إلى السلطان العثماني الذي فوضه على ولاية صيدا ومنحه لقب «باشا».
أن لقب «الجزار» الذي حمله من مصر ظل علامة عليه إذ سيطر على القوى المحلية والعشائرية بقسوة وجند المرتزقة والمغاربة من تونس والجزائر والألبان والبوسنيين وسعى لتحقيق الحلم بحكم فلسطين وجنوب سورية ولبنان بل طمع في حكم مصر وكان السلطان يراقب توسعاته ونفوذه وطموحاته فحاول أكثر من مرة تنحيته أو نقله إلى ولاية بعيدة مثل البوسنة لكنه كان يرفض فأغراه بالتوجه إلى مصر عام 1784 لمحاربة المملوكين مراد وإبراهيم وكتابة تقرير عن أوضاع البلاد لكنه تجنب الفخ.
نجح في تحقيق الاستقلال بأجزاء من بلاد الشام بدون إعلان هذا الاستقلال عن السلطنة كما أعد للسلطان تقريرا عن كيفية غزو مصر طالب فيه بأهمية ضبط إيرادات مصر ومصروفاتها وأن يكون قائد الحملة قد سبقت له الإقامة في مصر «والمواصفات التي قدمها الجزار لقائد الحملة على مصر وحاكمها المنتظر لا تنطبق إلا على شخصه» كما أكسبه صموده أمام جيوش نابليون شهرة بعد فشل الأخير في حصار عكا.
منذ هزيمة نابليون وعودته من الشام عام 1799م كانت الشام ولبنان وفلسطين تحت سيطرة الجزار بلا منازع أو منافس حيث حكم العصبيات المحلية وحول «أمراء الدروز إلى أدوات للظلم الاقتصادي» لحسابه. كما يسجل أن الفونس جيز القنصل الفرنسي في طرابلس كتب في الخامس من مارس/آذار 1804م عن وصول السعاة من الأستانة إلى طرابلس للحصول على خيول وكانوا يحملون إلى الجزار «فرمان تعيينه واليا على مصر» لكنه توفي يوم 23 أبريل/نيسان 1804م.

## وصلات خارجية
- جبل عامل وعهد الجزار بين النكبة والنهضة - جمعية الإمام الصادق لإحياء التراث العلمائي